# Nikolaj Solov'ëv
Nikolaj Nikolaevič Solov'ëv (in russo Николай Николаевич Соловьёв?; 12 luglio 1931 – San Pietroburgo, 15 novembre 2007) è stato un lottatore sovietico, dal 1991 russo, specializzato nella lotta greco-romana.

## Palmarès

### Olimpiadi
- 1 medaglia:
  - 1 oro (Melbourne 1956 nei 52 kg)